# Bird Island (Minnesota)
Pour les articles homonymes, voir Bird Island (homonymie).
Bird Island est une ville américaine située dans le comté de Renville, dans le Minnesota. Selon le recensement de 2010, sa population est de 1 042 habitants.